# Autreville-sur-la-Renne
Autreville-sur-la-Renne település Franciaországban, Haute-Marne megyében. Lakosainak száma 376 fő (2022. január 1.). Autreville-sur-la-Renne Euffigneix, Gillancourt, Lavilleneuve-au-Roi, Vaudrémont, Braux-le-Châtel, Bricon és Buxières-lès-Villiers községekkel határos.

## Népesség
A település népességének változása:
| Lakosok száma | 205  | 478  | 506  | 486  | 393  | 396  | 382  | 371  | 367  | 376  |
|               | 1968 | 1982 | 1990 | 2006 | 2013 | 2015 | 2017 | 2019 | 2020 | 2022 |